# KK Dubrovnik
Maillots
Le Košarkarski Klub Dubrovnik est un club croate professionnel de basket-ball basé à Dubrovnik. Le club joue en Première division du  championnat croate.

## Historique
À l'issue de la saison 2012-2013, le club descend en seconde division.

## Entraîneurs successifs
- Depuis ? : -

## Joueurs célèbres ou marquants
- Luka Žorić
- Mario Hezonja
- Lukša Andrić